# Karel Souček (kaskadér)
Karel Souček (19. dubna 1947 Československo – 20. ledna 1985 Houston, Texas) byl česko-kanadský profesionální kaskadér, který v roce 1984 překonal uzavřený v sudu Niagarské vodopády. Žil v Hamiltonu v provincii Ontario.
Souček se na svůj kaskadérský kousek připravoval studiem předchozích pokusů o překonání vodopádů a zkušebním vysíláním prázdných sudů, čímž si ověřoval proudění vody. Shazováním svého sudu ze srázu u města Hamilton testoval také jeho schopnost tlumit nárazy. Tento na zakázku vyrobený sud byl 274,3 cm dlouhý a v průměru měl 152,4 cm. Byl natřen jasně červenou barvou a nesl nápisy: „Poslední z Niagarských odvážlivců – 1984“ a „Nejde o to, zda člověk prohraje či zvítězí, jde o to, že drží slovo… a alespoň se o to pokusí!“ (Last of the Niagara Daredevils – 1984) a (It's not whether you fail or triumph, it's that you keep your word… and at least try!). Dne 2. června 1984 skulili Součkovi pomocníci sud s kaskadérem uvnitř do vod řeky Niagary ve vzdálenosti 305 m od vodopádu Podkova. Okamžitě ho strhl silný proud a během několika sekund se přehoupl přes hranu vodopádu. Nedlouho poté se Souček vysoukal ven, krvácející, ale živý.
Za svůj výkon obdržel Souček pokutu 500 dolarů, protože tak učinil bez patřičného povolení. Utratil též 15 000 dolarů za materiál a dalších 30 000 za natočení jeho odvážného kousku. Nicméně peníze se mu rychle vrátily z prodeje a poskytování interview.
Podnícen úspěchem se Souček rozhodl vybudovat ve městě Niagara Falls na kanadském břehu muzeum, kde by byla vystavena jeho kaskadérská výbava. Peníze na jeho vybudování se rozhodl získat dalším kaskadérským kouskem, a sice pádem v sudu z 55metrové výšky do vodní nádrže v Houstonském Reliant Astrodome. Dne 19. ledna 1985 uzavřeli Součka v Astrodomu do sudu zavěšeného ve výšce 55 m nad zemí. Došlo však k předčasnému uvolnění sudu, který začal při pádu k zemi rotovat, a místo aby dopadl doprostřed nádrže, narazil na její okraj. Pěnové polštáře umístěné na dno nádrže, aby zmírnily dopad, vypluly na hladinu ještě před uvolněním sudu. Těžce zraněného Součka vystříhali ze sudu, zemřel však, ještě než show v Astrodomu skončila. Známý americký kaskadér Evel Knievel se Součka snažil od tohoto výkonu odradit a nazval ho „nejnebezpečnějším kouskem, jaký jsem kdy viděl“.
Karel Souček je pohřben na hřbitově Drummond Hill v kanadském Niagara Falls.